# 김현 (배우)
김현(본명: 김현옥, 1971년 3월 27일 ~ )은 대한민국의 배우이다.

## 학력
- 한국방송통신대학교 문화교양학과 (졸업)
- 세종대학교 융합예술대학원 공연예술학과 (졸업)

## 출연작

### 영화
- 《파란》 (2025년) - 천영주 역
- 《바람이 지나간 자리》 (2020년) - 서민 역 (단편)
- 《럭키 몬스터》 (2020년) - 미숙 역
- 《국도극장》 (2020년) - 범희 아줌마 역
- 《작은 빛》 (2020년) - 곽현 역
- 《해치지않아》 (2020년) - 해직직원 4 역
- 《유열의 음악앨범》 (2019년) - 인쇄공장 퇴사직원 김현숙 역
- 《생일》 (2019년) - 건재 엄마 역
- 《공작》  (2018년)  - 부동산 여사장 역
- 《식구》 (2018년) - 주인집아줌마 역
- 《7년의 밤》 (2018년) - 어촌 유가족 역
- 《타클라마칸》 (2018년) - 노래방 여사장 역
- 《곰국》 (2017년, 단편) - 한규 모 역
- 《반드시 잡는다》 (2017년) - 나염공장 아줌마 역
- 《시간위의 집》 (2017년) - 67년 여인 역
- 《날, 보러와요》 (2016년) - 환자가족 역
- 《순정》 (2016년) - 아낙 1 역
- 《실버벨》 (2014년) - 슈퍼아줌마 역
- 《카트》 (2014년) - 계산원 6 역
- 《슬로우 비디오》 (2014년) - 세입자 역
- 《방황하는 칼날》 (2014년) - 철용 모 역
- 《재앙의 시작》 (2012년) - 여주인 역
- 《별, 참 빨리도 지더라》 (2011년)
- 《살인의 강》 (2010년) - 우산 아줌마 역
- 《그녀들의 방》 (2009년) - 혜민 모 역
- 《김미자 헤어살롱》 (2007년)

### 드라마
- 《신데렐라 게임》 - (KBS2, 2024년~2025년) - 이석기 모 역 (특별출연)
- 《7인의 부활》 - (SBS, 2024년) - 윤지숙 역
- 《내 남편과 결혼해줘》- (tvN,2024년) - 수민 모 역
- 《열녀박씨 계약결혼뎐》-(MBC,2023년~2024년) -조상궁 역 (특별출연)
- 《7인의 탈출》- (SBS, 2023년) - 윤지숙 역
- 《재벌집 막내아들》 (JTBC, 2022년) - 이필옥 역
- 《오월의 청춘》 (KBS2, 2021년) - 창근의 동생 역
- 《스위트홈》 (넷플릭스, 2020년)
- 《KBS 드라마 스페셜 - 렉카》 (KBS2, 2019년)
- 《위대한 쇼》 (tvN, 2019년) - 양미숙 역
- 《미스터 션샤인》 (tvN, 2018년) - 분이네 역
- 《톱스타 유백이》 (tvN, 2018년) - 양방실 역
- 《검법남녀》 (MBC, 2018년) - 이경자 역 (특별출연)
- 《별별 며느리》 (MBC, 2017년)
- 《도둑놈, 도둑님》 (MBC, 2017년) - 담임 선생님 역
- 《역적 : 백성을 훔친 도적》 (MBC, 2017년)
- 《보이스》 (OCN, 2017년) - 임미호 역
- 《KBS 드라마 스페셜 - 아득히 먼 춤》 (KBS2, 2016년) - 슬기 모 역
- 《불어라 미풍아》 (MBC, 2016년) - 김순분 역
- 《THE K2》 (tvN, 2016년) - 도우미 역
- 《여자의 비밀》 (KBS2, 2016년) - 간병인 역
- 《백희가 돌아왔다》 (KBS2, 2016년) - 이웃아줌마 역
- 《워킹 맘 육아 대디》 (MBC, 2016년)
- 《베이비시터》 (KBS2, 2016년) - 미영 친구 역
- 《아이가 다섯》 (KBS2, 2016년) - 도우미 역
- 《화정》 (MBC, 2015년) - 감찰상궁 역
- 《MBC 드라마 페스티벌 - 오래된 안녕》 (MBC, 2014년) - 채희 모 역
- 《신의 퀴즈 3》 (OCN, 2012년) - 김홍녀 역
- 《신의 퀴즈 2》 (OCN, 2011년)

## 수상
- 2014년 제14회 밀양여름공연예술축제 젊은연출가전 여자연기상
- 2012년 제7회 올빛상 신인연기상
- 2012년 신춘문예 연기상
- 2008년 100페스티벌 연기상